# Chimarrhis jamaicensis
Chimarrhis jamaicensis là một loài thực vật có hoa trong họ Thiến thảo. Loài này được (Urb.) Steyerm. mô tả khoa học đầu tiên năm 1965.